# Burtenbach
Burtenbach er en kommune i Landkreis Günzburg i Regierungsbezirk Schwaben i den tyske delstat Bayern.

## Geografi
Burtenbach ligger Mindeldalen mellem Augsburg og Ulm
Ud over Burtenbach ligger landsbyerne Kemnat og Oberwaldbach i kommunen.